# Босфор
Босфор (тур. Bogaziçi) је мореуз који повезује Црно море са Мраморним морем. Босфор се налази између Балканског полуострва и Мале Азије, раздваја Европу од Азије. Заједно са Дарданелима спаја Црно море са Средоземним морем. Оба мореуза представљају морски пут међународног значаја.
Основни подаци:
- дужина: око 30 km
- ширина: од 0,7 до 3,7 km
- дубина: између 30 и 120 m

Кроз Босфор пролазе две морске струје:
- површинска, брзине 4 km/h која износи слатку воду из Црног мора, и
- дубинска, супротног смера од прве, великог салинитета

Босфор је у ствари речна долина која је одавно потопљена, стрмих стеновитих обала. На њему леже многи заливи, а на највећем од њих, Златном рогу, лежи Истанбул.
У Истанбулу су саграђена три моста која спајају обале Босфора:
- „Босфорски мост“, саграђен 1973. и дугачак 1.074 m
- „Мост Мехмеда Освајача“, саграђен 1988. и дугачак 1.090 m
- „Мост Јавуз султан Селим“, саграђен 2013. и дугачак 2.164 m.

## Географија
Као поморски пловни пут, Босфор повезује Црно море са Мраморним морем, а одатле са Егејским и Средоземним морем преко Дарданела. Такође повезује различита мора дуж источног Медитерана, Балкана, Блиског истока и западне Евроазије. Босфор омогућава поморске везе од Црног мора све до Средоземног мора и Атлантског океана преко Гибралтара, и до Индијског океана кроз Суецки канал, чинећи га кључним међународним пловним путем, посебно за пролаз робе која долази из Русије.
Постоји једно веома мало острво у Босфору одмах поред Куручешма. Данас опште познато као острво Галатасарај (Galatasaray Adası). Ово је било дато јерменском архитекти Саркис Балијану од стране султана Абдулхамида II 1880. Кућа коју је на њој изградио је касније срушена и острво је постало ограђена башта, а затим центар за водене спортове, који је дат Спортском клубу Галатсарај, отуда и његово име. Међутим, током 2010-их је био потпуно надзидано ноћним клубовима који су срушени 2017. Поново је отворено за јавност у лето 2022. године.

### Формирање
Тачан узрок и датум настанка Босфора остају предмет дебате међу геолозима. Једна недавна хипотеза, названа хипотеза о потопу у Црном мору, коју су покренула истоимена студија 1997. године од стране два научника са Универзитета Колумбија, претпоставља да је Босфор потопљен око 5600. године пре нове ере (ревидирано на 6800. п. н. е. 2003. године) када је пораст воде Средоземног и Мраморног мора узроковао пробој до Црног мора, које је у то време, према хипотези, било ниско тело неслане воде.

### Садашња морфологија
Границе Босфора су дефинисане као линија која повезује светионике Румели и Анадолу на северу, и између Ахиркапи и Кадикој Инцибурну на југу („фенер“ је турски за светионик). Између ових граница, мореуз је дугачак 31 km (17 nmi), са ширином од 3.329 m (1,798 nmi) на северном улазу и 2.826 m (1,526 nmi) на јужном улазу. Његова максимална ширина је 3.420 m (1,85 nmi) између Умуријерија и Бујукдере Лиманија, а минимална ширина 700 m (0,38 nmi) између тачке Кандили и Ашијана.
Дубина Босфора варира од 13—110 m (43—361 ft) у средњем току са просеком од 65 m (213 ft). Најдубља тачка је између Кандилија и Бебека, на 110 m (360 ft). Најплиће локације су код Кадикој Инцибурна на 18 m (59 ft) и код тачке Ашијан на 13 m (43 ft).
Проток воде на југу је 16 000 m³/s (свежа вода на површини), а на северу 11 000 m³/s (слана вода близу дна). Др Дан Парсонс и истраживачи са Школе за земљу и животну средину Универзитета у Лидсу описују подморску реку Црног мора.

### Новија истраживања
Већ пре 20. века било је познато да се Црно и Мраморно море уливају једно у друго у географском примеру „густине тока“. Затим је у августу 2010. откривен континуирани 'подводни канал' суспензије који тече дуж дна Босфора, који би био шеста по величини река на Земљи да је на копну. Тим научника је 2010. године, предвођен Универзитетом у Лидсу, први пут је користио роботску „жуту подморницу“ да посматра детаљне токове унутар ове „подморске реке“, научно назване подморски канал. Подморски канали су слични копненим рекама, али су формирани струјама густине — подводним током мешавина песка, блата и воде које су гушће од морске воде и тако тону и теку дуж дна. Ови канали су главни транспортни пут за седименте до дубоког мора где формирају седиментне наслаге.